# Nephrotoma megacantha
Nephrotoma megacantha är en tvåvingeart som beskrevs av Alexander 1976. Nephrotoma megacantha ingår i släktet Nephrotoma och familjen storharkrankar.
Artens utbredningsområde är Nigeria. Inga underarter finns listade i Catalogue of Life.